# Gamla staden
Gamla staden er en bydel, som består af Malmøs middelalderlige bykerne og Nya staden som blev anlagt i begyndelsen af 1800-tallet. Gamla staden kan opdeles i Väster, der er meget velbevaret, og Öster, hvor en stor del blev revet ned i 1960'erne.
Området bliver afgrænset af kanalerne i nord, øst og syd samt af Slottsgatan mod vest. Bebyggelsen er hovedsageligt boligblokke fra forskellige perioder og i forskellige højde. Beboelsesejendommene er primært private lejligheder.
Gamla staden har fire torve eller pladser; Stortorget, Lilla Torg, Drottningtorget og Gustav Adolfs torg samt to indkøbscentre; Hansa og Caroli city.
I gamla staden findes mange historiske bygninger, der bl.a. tæller Rosenvingeska huset, Tunneln, Thottska huset, Diedenska huset, Niels Kuntzes hus, Rådhuset, Kompanihuset, Residenset, Kockska huset, Hedmanska gården, Faxeska huset og Flensburgska huset.
Det findes to kirker i Gamla staden: Sankt Petri Kirke og Caroli Kirke. Der findes også to skoler; Västra skolan og Österportsskolan.